# Adolphe Stoclet
Adolphe Stoclet (1871 – 1949) belga mérnök, bankár és műpártoló volt. Az ő és családja lakhelyének készült a brüsszeli Palais Stoclet, 1907 és 1911 között, amely 2009-ben felkerült az UNESCO világörökségi listájára.

## Élete
Stoclet belga bankárcsaládba született, apja a Société Générale de Belgique vállalatbirodalom igazgatója volt, amelyhez negyven különféle vállalat tartozott: bankok, fegyvergyárak, vasutak, Belga Kongóban található bányák, stb.

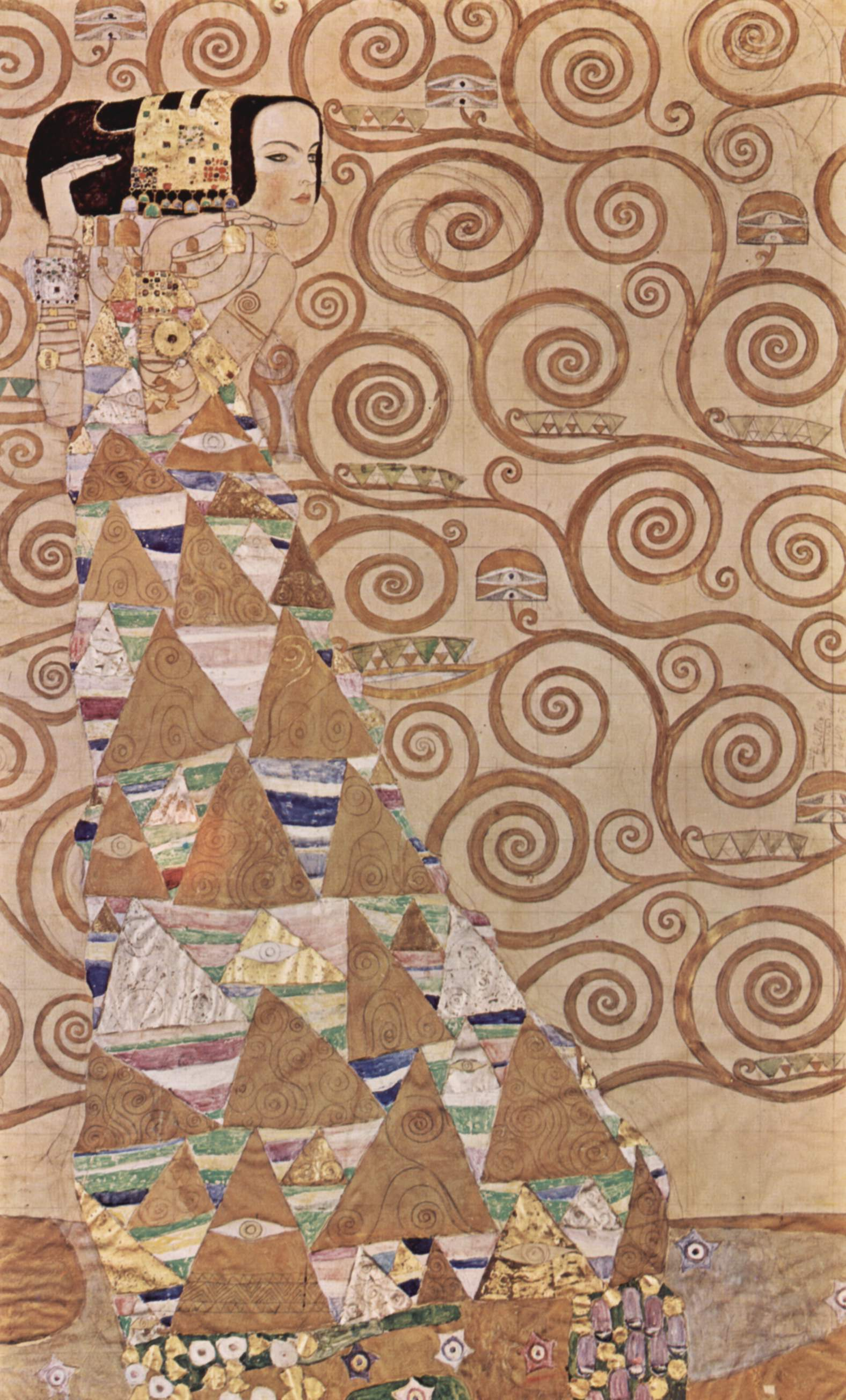
Részlet Gustav Klimt mozaikjából, amely az ebédlő falát disziti

Felesége, Suzanne Stevens, a belga festő, Alfred Stevens nővére volt. Egyetlen lányuk született, Annie, 1908-ban. Kortársai leirása alapján Stoclet kedves, de némileg nagyzoló ember volt, és az asszir birodalom királyára, Assur-bán-aplira emlékeztető szakállt viselt.
Stoclet eredetileg vasúti mérnöknek tanult, apja halála után azonban átvette a családi vállalat irányítását. Bécsben egy vasútvonal építését felügyelte, amikor találkozott a cseh születésű osztrák építésszel, Josef Hoffmann-al. Stoclet rajongott a Hoffmann által is képviselt avant-garge művészeti irányzathoz és felkérte, hogy tervezze meg brüsszeli villáját. Az építész szabad kezet és korlátlan költségvetést kapott a ház kialakításához. Hoffmann a Gesamtkunstwerk irányvonalat követve nemcsak a házat, hanem a kertet, a berendezést és számos használati tárgyat is megtervezett, hogy az egész ház kialakítása harmonikus legyen. A házban található műalkotásokat Gustav Klimt és Fernand Khnopff alkották, mig a ház tetejét négy, Franz Metzner által készített rézszobor díszíti.
A Stoclet-ház ma Brüsszel Woluwe-Saint-Pierre kerületében, az Avenue de Tervuren 279-281 szám alatt található. A ház, amelyet Stoclet 1945-ben egy általa létrehozott alapítványra hagyta, 1970 óta műemléki védelmet élvez és 2009-ben felkerült az UNESCO világörökségi listájára.

## Fordítás
- Ez a szócikk részben vagy egészben  az   Adolphe Stoclet című angol Wikipédia-szócikk fordításán alapul.  Az eredeti cikk szerkesztőit annak laptörténete sorolja fel. Ez a jelzés csupán a megfogalmazás eredetét és a szerzői jogokat jelzi, nem szolgál a cikkben szereplő információk forrásmegjelöléseként.